# آرگایل (تگزاس)
آرگایل، تگزاس(به انگلیسی: Argyle, Texas) شهری در شهرستان دنتن ایالت تگزاس از ایالات جنوبی ایالات متحده آمریکا است. در سرشماری سال ۲۰۰۰، جمعیت این شهر ۲۳۶۵ نفر اعلام شد.